# Orion (bassiste)
Pour les articles homonymes, voir Orion.

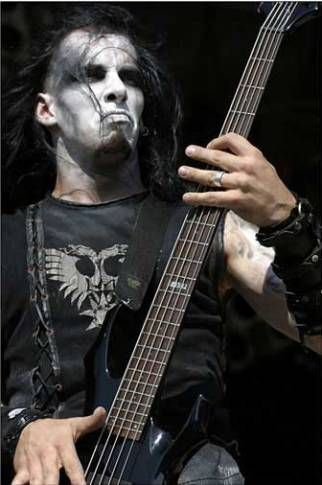
Orion en 2005

Tomasz Wróblewski alias Orion est le bassiste du groupe de blackened death metal Behemoth.

## Biographie
Orion est né le 2 juin 1980 à Varsovie (Pologne). Il est le bassiste du groupe Behemoth depuis 2003 et le chanteur guitariste du groupe Vesania depuis 1997.

## Discographie
Behemoth (bassiste)
- Demigod (2004)
- Slaves Shall Serve (2005)
- The Apostasy (2007)
- Ezkaton (2008)
- At the Arena ov Aion – Live Apostasy (2008)
- Evangelion (2009)
- Abyssus Abyssum Invocat (2011)
- The Satanist (2014)
- I Loved You at Your Darkest (2018)
- Opvs Contra Natvram (2022)

Black River
- Black River (2008)
- Black'N'Roll (2009)
- Trask (2010)

Neolithic
- My Beautiful Enemy (2003)
- Team 666 (2004)

Vesania (chanteur et guitariste)
- Wrath ov the Gods / Moonastray (2002)
- Firefrost Arcanum (2003)
- God the Lux (2005)
- Distractive Killusions (2007)
- Rage of Reason (2008)

Autre
- Vulgar - I Don't Wanna Go To Heaven (EP, 2009, invité)
- Vulgar - The Professional Blasphemy (2010, invité)
- My Riot - Sweet Noise (2011, invité)
- Leash Eye - V.I.D.I. (TBR, producteur)
- Sammath Naur - Beyond the Limits (TBR, invité)

## Équipements
- Basse ESP Tom Araya Signature 4 cordes (accordages G#-C#-F#-B et B-E-A-D)
- Basse Custom-made ESP TA 5 cordes (accordage G#-C#-F#-B-E)
- Basse ESP LTD F-255 FM Series 5 cordes
- Basse ESP LTD B-500 4 cordes
- Basse Spector Rex 5 cordes
- Basse JB Custom 5-String Bass (basée sur la basse B.C. Rich Beast)
- MarkBass Standard 104HF, Standard 151HF, et Standard 106HF Cabinets
- MarkBass TA 503 Heads
- Cordes DR strings Black Beauties bass

## Liens
- Profil d'Orion sur le site officiel du groupe